# 阿克齐镇
阿克齐镇 (Akeqi Town)，是中华人民共和国新疆维吾尔自治区阿勒泰地区哈巴河县下辖的一个乡镇级行政单位。共有居民4400户，1.8万余人，11个民族，其中汉族4559，民族6459，驻镇机关事业单位105个。

## 行政区划
阿克齐镇下辖以下地区：
民主东路社区、民主中路社区、民主西路社区、解放东路社区、解放中路社区、解放西路社区、阿克齐村和坎门尔村。